# Josep Guinovart
Josep Guinovart i Bertran (Barcelona, 20 de marzo de 1927-12 de diciembre de 2007) fue un pintor, dibujante y grabador español.
Tras realizar sus estudios en la escuela de la Lonja y en el Fomento de Artes Decorativas de Barcelona, ganó una beca en el año 1953 del Instituto Francés para realizar un viaje a París de cinco meses.
A su vuelta a Barcelona y después de una temporada trabajando en ilustraciones y decorados escenográficos, hacia el año 1957 inició una decantación hacia el arte abstracto, su obra poco convencional, utiliza elementos tridimensionales casi constantemente en sus obras, la mayoría también de gran formato.
En 1994 se inauguró un Museo en Agramunt dedicado a su obra, población en la que había nacido su madre y que él siempre ha estado vinculado.
Falleció el 12 de diciembre de 2007, a los 80 años, al no haber podido superar un infarto sufrido unos días atrás.

## Biografía

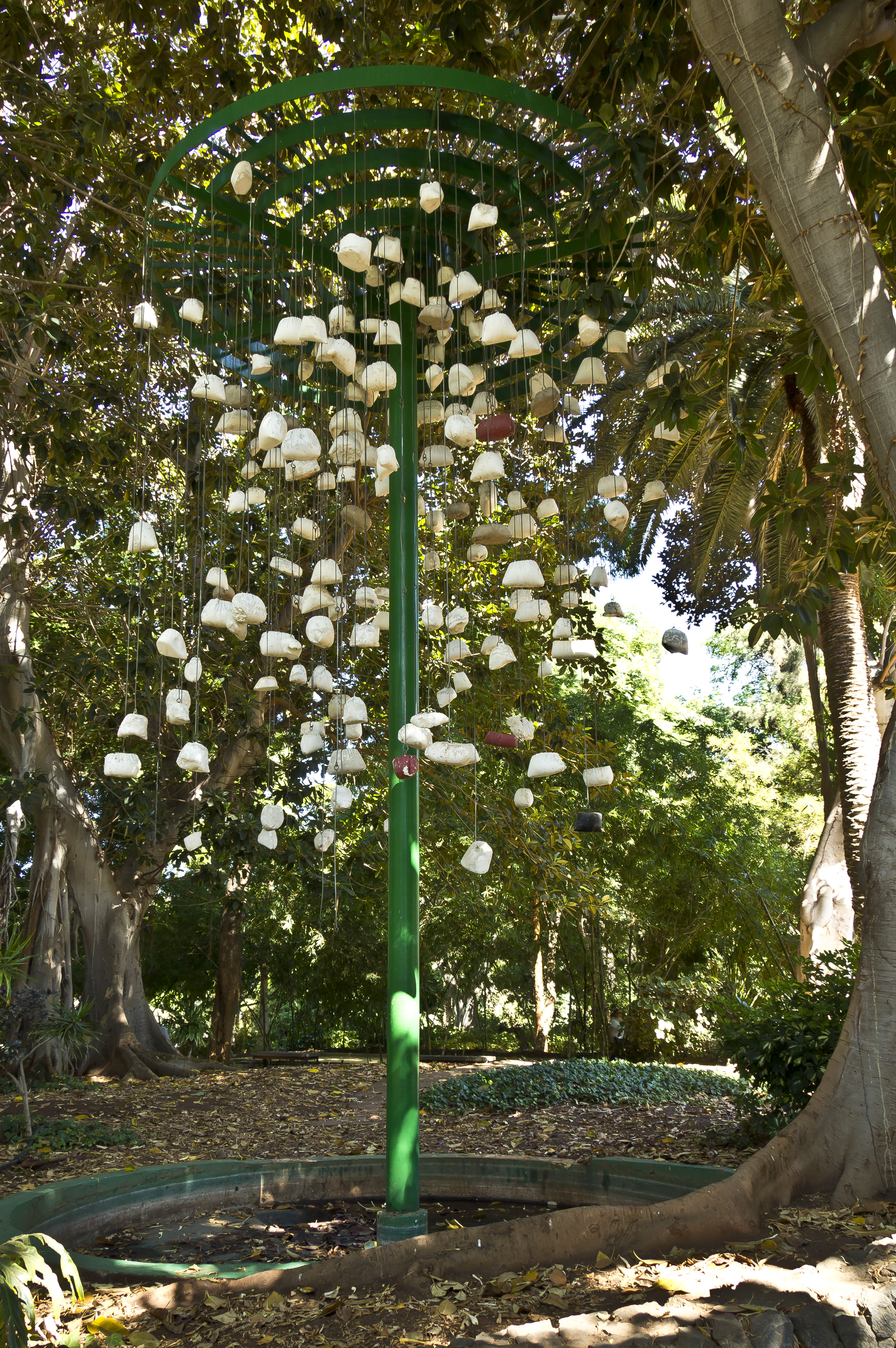
Obra con la que participó en la I Exposición Internacional de Escultura en la Calle de Santa Cruz de Tenerife

Josep Guinovart i Bertran nace en Barcelona el 20 de marzo de 1927. Josep Guinovart i Alujes, el padre del artista se interesa mucho de la música, por tanto, bajo de la influencia de su padre, desde niño le llama el interés e incluso le marca la idea del ritmo en su futura creación artística. En la Guerra Civil lo llevan a Ballcaire, a Agramunt y por último a una cabaña lejos del pueblo, allí tiene sus primeros contactos verdaderos con la naturaleza. Y en 1938 la familia de Josep Guinovart se traslada a Barcelona.
Empieza a trabajar como un pintor de paredes en 1941, mientras que aprende el mismo oficio en la Escuela de Maestros Pintores. Desde 1941 o 1942 salió a pintar al óleo. En 1943 deja la Escuela de Maestros Pintores e ingresa en la sucursal que tiene la Escuela de Artes y Oficios de la Lonja. En 1946 obtiene la beca otorgada por el FAD (Foment de les Arts Decoratives) para recibir clases de dibujo al natural, entonces asiste a las nueve clases hasta 1949. Durante este periodo su vocación ya es clara y a través del FAD organizan su primera exposición en la galería Syra del 24 de noviembre al 5 de diciembre de 1948. Sus primeras obras están fuertemente marcadas por las influencias de Nonell y Gimeno. Su estilo realista, entre crudo y sentimental, dura poco tiempo y en 1948 se produce un cambio importante, abriéndose dos vías distintas.
Siempre se considera que su primera etapa dura desde el verano de 1948 hasta 1951. Abandona el realismo de intención naturalista y marca el arranque de una manera personal. Sus obras en este momento todavía mantienen una vocación popular y directamente realista, pero junto a huellas del románico y con colores felices como amarillo y rojo. Y trabaja en realizaciones muy diversas con el empleo del collage. A lo largo de esta corta etapa se va desarrollando dos líneas paralelas: la ingenua y libre, popular y ¨anarquizante¨, que recrea de memoria la realidad, y otra, de filiación y aspiración culta, y pintada del natural. Ambas, hacia 1952, tendrán a fundirse. En 1949 y 1950, se inclina hacia el lado ingenuo y de temas y formas más libres. Conoce a algunos de los miembros de Dau al Set, como el poeta Joan Brossa y el pintor Joan Ponç en 1949. Este conocimiento será artísticamente importante y le despierta gran interés. Bajo la influencia de este grupo artístico, la culminación de la fase ingenua es arranque de la magicista, enlazando con la libertad y el desenfado aparecidos en los dos años anteriores. Y al mismo tiempo empieza a cambiar la imagen de Guinovart, con el paso de la ingenuidad y la magia rural a la magia urbana. En 1950, Guinovart elige el jazz y circo saliendo de los temas del ingenuismo de la tauromaquia y los temas vinculados al recuerdo de Agramunt.
En 1951 ha abandonado el oficio de pintor de paredes y se dedica por entero a la pintura. Desde este año ya comienza una etapa de plenitud que Rodríguez-Aguilera llama ¨expresionismo figurativo¨. Se deja en ellos de lado lo mágico y se recogen los temas campesinos, con otro talante distinto. Y En esta nueva fase de campesina, de mucha contención, hay gravedad y seriedad en los rostros y hieratismo en las figuras reflejando su vida "real" bajo la influencia de la conciencia social y política. Parece que se interesa ante todo en resolver la composición, con gran estilo, dando trabazón y solidez a las formas y trazando ritmos musicalmente. Incorporando el elemento cubista sus dibujos siempre tienen la estructura geométrica. Durante 1952 y 1953 ya se convierte en uno de los mejores artistas con algunas obras suyas de mayor altura. Aprovechando la oportunidad de la participación de la exposición en el Salón de los Once viaja a Castilla y este descubrimiento del paisaje castellano contribuye a centrar los temas de su arte durante algunos años.
Guinovart obtiene una beca del Instituto Francés en 1952 y viajó a París nueve meses en el año siguiente, lo cual, determina una nueva transformación en su creación artística conociendo el arte contemporáneo y estilo de Francia y Holanda en la estancia de Francia. Aparte del planteamiento crítico del desarrollo de su arte, lo más importante del viaje es el fortalecimiento de la estructura.
A su vuelta de París, colabora con arquitectos y también trabaja en ilustraciones y decorados escenográficos. En 1957 y 1958 participa en algunas exposiciones colectivas, entre las cuales, destacan la Bienal de Sao Paulo de 1957 y la de Venecia de 1958. Entre 1957 y 1958 llega a la abstracción absoluta con elementos tridimensionales en sus obras y otra característica que siempre aparece es la desintegración formal a través de la descomposición de la figura.
A partir de 1958 aunque todavía mantiene una cierta estructura, empieza a interesarse en el informalismo utilizando textura gruesa, sobre todo, madera quemada. Sigue este camino utilizando materiales del mundo de la construcción como fuste y luego añade nueva materia como yeso y fibrocemento en su creación. Las dos formas principales siempre aparecidas son el óvalo y el rectángulo de la ventana. La necesidad de denuncia social le lleva a participar en el movimiento Estampa Popular, y a dedicar homenajes a aquellos personajes qu se han convertido en símbolos vivos de la lucha por la libertad, como Picasso o Che Guevara. Creando bastante cantidad de obras de denuncia relevando los problemas sociales en esa época, sobre todo, bajo la influencia del Guernica.
Su viaje a México y Cuba en 1972 le será de importancia en varios sentidos. Estas culturas exóticas y diferentes ambientes sociales le dan una profundísima impresión ante su fuera y misterio y rompen los esquemas del hombre occidental. De esta manera, no solo las obras realizadas allí, sino también su creación futura reciben alguna influencia por la experiencia en América en cierto grado.
Las obras de Guinovart ya han alcanzado a la plena madurez con libertad en el lenguaje y siempre están en contacto con la realidad. Desde este periodo, el artista inicia una propia introspección profunda y reflexiva y muestra en sus obras más o menos abiertamente la profundidad de su mundo interior.
En 1994 se inaugura la fundación y el museo denominado el Espai Guinovart en Agramunt, que es la población de nacimiento de su madre e influye mucho en la creación.
A finales de 2003, Guinovart trazó una fuerte amistad con el conocido pintor de Corbera d'Ebre José Cañada, con el cual fusionaron sus estilos pictóricos.
En 2006 diseña la bodega Mas Blanch i Jové en La Pobla de Cérvoles y fue el ideólogo de El Viñedo de los Artistas que se inauguró de forma póstuma como homenaje al artista en 2010 con la presentación de su escultura "El Órgano de Campo": un instrumento de 6 metros de altura instalado para que el viento pueda cantar a las cepas. En dicha bodega también se puede ver la obra "In Vino Veritas" de 10,5 m, así como diferentes obras del artista.
Falleció el 12 de diciembre de 2007, a los 80 años, al no haber podido superar un infarto sufrido unos días atrás.
Desde su muerte se han organizado numerosas exposiciones dentro y fuera del territorio y tanto la Fundación Josep Guinovart como la bodega Mas Blanch i Jové siguen difundiendo su obra.

## Premios
- 1963- Premio de Adquisición en el XII Premio de Lissone de Milán.
- 1966- Premio especial de ADI/FAD por Estudio de la forma.
- 1981- Premio Ciudad de Barcelona de Artes Plásticas.
- 1982- Premio Nacional de Artes Plásticas del gobierno de España.
- 1983- Cruz de San Jorge del Consejo Ejecutivo de la Generalidad de Cataluña.
- 1984- Caballero de la orden de las artes y de las letras del Ministerio de Cultura de la República francesa.
- 1987- Premio CEOE en las artes de la Confederación Española de Organización Espresriales (CEOC).
- 1988- International Honorary Citizen (Nueva Orleans).
- 1990- Premio Nacional de Artes Plásticas del Departamento de Cultura de la Generalidad de Cataluña.
- 1995- Premio ACCA por el Espai Guinovart de Agramunt otorgado por el Asociación Catalana de Críticas de Arte.
- 1996- Premio Eina en Barcelona.
- 1998- Premio de la Fundación Promoción Médica debido a sus actos en la Vlena Festa de la sanidad catalana y el Premio Quadern de las artes y de las letras 1997 (5.ª edición), ámbito catalán, artes prlásticas, otorgado por la Fundación Amigos de las Artes y de las Letras de Sabadell.
- 1999- Premio ACCA de la crítica de arte otorgado por la Asociación Catalana de Crítica de Arte (ACCA).
- 2001- Orden al Mérito Cultural Gabriela Mistral del Gobierno de Chile.
- 2002- el ayuntamiento de la vila de Agramunt le nombra hijo adoptivo; Premio de Artes Plásticas Medalla Morera del Museo de Arte Jaume Morera de Lérida.
- 2003- Premio Especial de Ciudad de Castelldefels y la medalla del Gremio de galerías de arte de Cataluña.
- 2004- Premio Aura de la Asociación Restaurador y Alfa Romeo en Barcelona.
- 2005- Premio a la Promoción Lleidatur 2005 a la Fundación Privada Espai Guinovart, otorgado por el Patronato de Turismo de la Diputación de Lérida.
- 2006- Académico de Honor nombrado por la Real Academia Catalana de Bellas Artes de Sant Jordi.
- 2007- Premio ¨Una Vida DEARTE¨.

## Obras
- 1967- Homenatge a Picasso.
- 1968- Homenatge al Che.
- 1976- Terra i rastrejo.
- 1977- Pedres i fang.
- 1978- Contorn-entorn en el Espai Guinovart del Poble Espanyol de Barcelona Barcelona
- 1983- Las Hojas del Árbol Caído, Instalación, 2035 x 843 x 534 cm Colección Fundación Museos Nacionales, Museo de Bellas Artes. Caracas, Venezuela.
- 1993- Taula en la Casa de la Ciudad de Barcelona.
- 2001- Retablo de Jerusalén.
- 2007- In Vino Veritas.

## Museos donde se encuentra obra suya
- Fundación Privada Espai Guinovart, Agramunt
- Espai Guinovart del Poble Espanyol de Barcelona Barcelona
- Colección de la I Exposición Internacional de Escultura en la Calle, Santa Cruz de Tenerife
- Museo Nacional Centro de Arte Reina Sofía. Madrid
- Museo de Arte Contemporáneo de Madrid.
- Museo Nacional de Arte de Cataluña. Barcelona
- Museo Can Framis. Fundació Vila Casas. Barcelona
- Museo Eusebio Sempere. Alicante
- Museo de Navarra. Tafalla
- Museo de Bellas Artes de Bilbao
- Museo de San Telmo
- Casa de las Américas. La Habana
- Museo de Bochum. Alemania
- Fine Arts Museum of Long Island. Nueva York
- Museo de Arte Moderno. Ciudad de México
- Museo Patio Herreriano de Arte Contemporáneo Español. Valladolid
- Museo de Bellas Artes, Caracas, Venezuela.
- Museo de la Solidaridad. Santiago de Chile
- Museo de Arte Contemporáneo de Alejandría
- Museo de Lissone, Milán
- Museo de Sant Pol de Mar (Barcelona)
- Museo Balaguer.  Villanueva y Geltrú (Barcelona)
- Museo Guggenheim. Nueva York
- Museo Provincial de Alava. Vitoria
- Museo de Arte Carrillo Gil. Ciudad de México
- Museo de Arte Contemporáneo de Barcelona
- Fudación la Caixa. Barcelona
- Centre d'interpretació 115 Dies Corbera d'Ebre
- Museo de la Asegurada. Alicante
- Museo de Art Nouveau y Art Deco
- Museo de Arte Contemporáneo de Cáceres
- Museo de Maracay. Venezuela
- Museo de Arte Contemporáneo de Elche
- Museo de Arte Contemporáneo Villa Famés. Castellón de la Plana
- The Hispanic Society of America. Nueva York
- Museo Olímpico y del Desporte, Barcelona
- Museo de Arte Contemporáneo José María Moreno Galván, La Puebla de Cazalla

## Exposiciones
- 1948: primera exposición individual en Galería Syra de Barcelona
- 1950: III Salón de Octubre en la Galería Laietanes de Barcelona
- 1951: I Salón de Jazz en el Club 49 de Barcelona, I Bienal Hispanoamericana de Arte en Madrid y IV Salón de Octubre en la Galería Laietanes
- 1952: II Salón de Jazz en Barcelona, Bienal de Venecia y IX Salón de los Once en Madrid
- 1953: participación en el X Salón de los Once y exposición individual en la Sala Caralt de Barcelona
- 1954: exposición individual en Amics de les Arts de Tarrasa
- 1955: Antología de la Pintura Española en el Palacio de la Magdelena de Santander, Exposición en memoria de Eugeni d'Ors en el Museo de Arte Moderno de Madrid, la Participación en I Bienal de Alexandria y la exposición individual en la Galería Biosca de Madrid
- 1957: Bienal de San Paulo, I Salón de Maig de Barcelona y X Salón de Octubre en el Museo de Arte Moderno de Barcelona
- 1958: Bienal de Venecia
- 1959: la participación en Veinte años de pintura española contemporánea en Lisboa y Porto, La joven pintura española en Haagsgemeentremuseum de Ámsterdam, Stedelijk Museum, Central Museum de Utrecht, Museo de Arte y de Historia de Friburg, Kunsthalle de Basilea; V Bienal De Sao Paulo; Espaço e cor na Peintura Espanhola de Hoje del Museo de Arte Moderno de Río de Janeiro; la exposición individual en Ateneo de Madrid
- 1960: Espacio y color en la pintura española de hoy en el Museo Nacional de Bellas Artes de Buenos Aires, Sao Paulo y Montevideo; Unga Spanka Mare en Kunst/Orening de Oslo i Konstmuseum de Gotemburgo
- 1961: Art Espagnol Contemporain en el Palacio de Bellas Artes de Bruselas; Contrastos a la pintura española de aquí en el Museo Nacional de Tokio, Osaka, San Francisco, Denver, Dallas, Nueva York; The New Spanish Painting en Bolles Gallery, Universidad de California y Berkeley; Spanish Nykytaiterst》en Helsinki, Bonn, Berlín y Múnich
- 1962: Modern Spanish Paiting en la Tate Gallery y en el sexto Salón de Mayo de Barcelona; Bienal de Venecia; Veinte años de pintura española en Madrid; Junge Spanische Maler en la Academie der Bildenden Künste de Viena
- 1963: exposiciones individuales en la Galería número de Roma y la Galería Saber Vivir de Buenos Aires
- 1964: exposición individual en la Galería Sur de Santander; la participación de la Feria de Nueva York; Veinticinco Años de Arte Español en Madrid
- 1965: exposiciones individuales en la Galería Grises de Bilbao, la Galería René Métras de Barcelona, el Círculo de la Amistad de Córdoba, la Casa de Cultura de Málaga
- 1966: la exposición Estampa Popular en el Palacio de Bellas Artes en La Habana y la individual en la Galería Nova de Palma de Mallorca
- 1967: la participación de IX bienal de Tokio; la exposición Homenatge a Picasso de Barcelona; la exposición individual en la Galería Nau de Barcelona
- 1968: Pintura española de aquí en Copenhague, Róterdam, Berlín y Múnich
- 1969: Art Espagnol d´aujourd´hui en Musée Rath de Ginebra y la exposición individual en la Galería Saas de Soria
- 1970: 100 artistes dans la ville de Montpellier y la exposiciones individuales en la Galería René Métras de Barcelona, la Galería Val i 30 de Valencia, la Galería Juana Mordó de Madrid
- 1971: Exposición Internacional Homenatge a Joan Miró en Granollers; Picasso 90 en Barcelona y Palma de Mallorca; la exposiciones individuales en la Galería Juana de Aizpuru de Sevilla, la Caja de Ahorros de Navarra de Pamplona, la Galería Rayuela de Madrid
- 1972: la exposición homenaje a Josep-Lluís Sert en Santa Cruz de Tenerife; las exposiciones individuales en la Galería Adrià de Barcelona, la Galería Pecanins de la Ciudad de México, la Galería Latinoamericana de la Casa de las Américas de La Habana y la Galería Rayuela de Madrid
- 1973: La exposición Miró-80 en la Ciudad de Palma; la I Exposición Internacional de Escultura en la Calle en Santa Cruz de Tenerife; las exposiciones individuales en el Colegio Oficial de Arquitectos de Canarias de Santa Cruz de Tenerife y la Sala Pelaires de Palma de Mallorca
- 1973: Exposición Antológica de Artistas españoles Arte ´73 por la Fundación Juan March en Barcelona, Bilbao, Londres, París, Roma, Zúrich, Palma de Mallorca, Madrid; Fiac 74 en París; ART 5´74 en Basilea
- 1975: La participación las exposiciones colectivas FIAC 75 en París y ART 6´75 en Basilea; las exposiciones individuales en la Galería Adrià de Barcelona, la Galería Juana de Aizpuru de Sevilla, la Sala Pelaires de Palma de Mallorca, La Kábala de Madrid y la Galería Val i 30 de Valencia
- 1976: ART 7´76 en Basilea; Realidad social y vanguardia artística en España, 1936-1937 en la bienal de Venecia y en la Fundación de Joan Miró; FIAC 76 en París; Exposición de pintura española desde el Renacimiento hasta nuestros días en el Museo Provincial de Arte Moderno de Hyogo, Museo Metropolitano de Arte de Tokio y Museo Municipal de Arte de Kitakyushu; Semanas Catalanas en Berlín y en Estocolmo; las exposiciones individuales en la Galería Sa Pleta Freda de Son Servera (Mallorca), la Galería Mikeldi de Bilbao, The Art Package Ltd. de Chicago y la Galería Maeght de Barcelona
- 1977: Participación de FIAC 77 en París y en ART 9´77 en Basilea; las exposiciones individuales en la Galería Adrià de Barcelona, la Galería Trece de Barcelona, la Galería Quatre Gats de Palma de Mallorca, la Galería Juana Mordó de Madrid, el Museo de Arte Moderno de la Ciudad de México y la Galería Pecanins de la Ciudad de México
- 1978: Participación de FIAC 78 en París y en ART 9´78 en Basilea; las exposiciones individuales en la Sala Pelaires de Palma de Mallorca, la Galería Deplana de Berlín, la Galería Sur de Santander y the Art Package Ltd. de Chicago
- 1979: Participación de ART 9´79 en Basilea; la exposición individual Matèria- Suport- Estructura en la Fundación Joan Miró de Barcelona y las demás en la Galería Joan Prats de Barcelona, la Galería Trece de Barcelona, la Galería Martha Jackson de Nueva York, la Galería Punto de Valencia, la Galería Adrià de Barcelona y Espace Pierre Cardin de París
- 1980: La exposición Cien Años de Cultura Catalana en el Palacio de Velázquez, exposiciones individuales en la Sala Pelaires de Palma de Mallorca, Grupo Quince de Madrid, el Palacio de Bibliotecas y Museos de Madrid, el Museo de Arte Contemporáneo de Ibiza, la Comisión de Cultura del Ayuntamiento de San Juan de Villafranca del Panadés y la Galería Kutter de Luxemburgo
- 1981: exposiciones individuales en la Galería Joan Prats de Barcelona, Galería Dau al Set de Barcelona, the Art Package Ltd. de Chicago, la Galería G. De May de Lausana, la Galería Chichio-Haller de Zúrich, la Galería Fúcares de Almagro, el Museo Carrillo Gil de la Ciudad de México y el Palacio Soleric de Palma de Mallorca
- 1982: Participación de Bienales de Venecia; las exposiciones colectivas en la River Gallery de Westport y de la inauguración de la Galería Joan Prats de Nueva York; exposiciones individuales en la Galería Guild y the Exhibition Space de Nueva York
- 1983: Participación de ARCO 83 con la Galería Joan Prat; exposiciones individuales en el Museo de Arte Contemporáneo de Casa de los Caballos de Cáceres, el Museo de Arte Contemporáneo de Caracas, el Museo Provincial de Álava de Vitoria, Centre d´Études Catalanes de París, la Sala Pelaires de Palma de Mallorca, Instituto Francés de Barcelona y el Museo Puig de Perpiñán
- 1984: Participación de Exposición Premios Nacionales y la Feria de Basilia; exposiciones individuales del Itinerante por toda Cataluña, organizada por la Generalidad, en la Galería Joan Prats de Barcelona, la Galería Pierre Huber de Ginebra y la Galería II Naviglio de Milán
- 1985: exposiciones individuales en la Galería Schwreyer- Galdo- Pontiac de Míchigan, la Galería Joan Prats de Nueva York, la Galería Green Space de Nueva York, el Instituto Francés de Barcelona, la Galería de Antonio Machón de Madrid, la Galería Rayuela de Madrid, la Sala Pelaires de Palma de Mallorca y la Galería Yerba de Murcia
- 1986: exposiciones individuales en la Sala Luzán de Zaragoza y el Instituto Español Reina Sofía de Atenas
- 1987: exposiciones individuales en Fine Arts Museum of Long Island de Nueva York, la Galería Joan Prats de Nueva York, Artfràfic de Barcelona, Ar L.A. 87 de los Ángeles con la Galería Joan Prats
- 1988: exposiciones colectivas 《Naturaleza española, 1940-1987》en el Centro de Arte Reina Sofía, Pintura española. Aspectos de una década, 1955-1965 de la Fundación Caja de Pensiones de Madrid, 《Colección Testimonio, 1987-1988》en la Caixa de Pensions; exposiciones individuales en la Galería Joan Prats de Barcelona, Artgràfic de Barcelona, la Galería Àmbit de Barcelona, Galería El Coleccionista de Madrid, Caixa d´Estalvis Provincial de Alicante, la Feria de Chicago y Art 19´88 con la Galería Joan Prats, Simms Fine Art de Nova Orleans y Lina Davidov de París
- 1989: 《Pintores y escultores en la segunda vanguardia》en el Consejo de Europa de Estrasburg; exposiciones de la Sala Pelaires de Palma de Mallorca, la Galería Art-Sud de Tolosa, la Galería Juana Mordó de Madrid, la Casa de Goya de Bordeus, Maison de la cultura de Tula(Francia) y la Galería Prinz de Madrid
- 1990: El informalismo en Cataluña en el Centro de Arte Santa Mónica de Barcelona; exposiciones individuales en la galería Lina Davidov de París, la Galería Lluís Heras de Palafrugell, el Instituto Francés; Guinovar Itinerario 1948-1988 en la Vila Merkel y en el Museo Bochum; Katalanischen Sommers in Hamburg Iterinario 1948-90 en la Casa de Cultura Bisbe de Lorenzana y la Sala Girona de la Caixa de Barcelona; XXIV ART COLOGNE presentado por la Galería de Joan Prats
- 1991:Homenaje a León Felipe en el Galería Lina Davidov y Librairie Espagnole de París, exposiciones individuales en Museo de San Telmo y la Galería Altexerri de San Sebastián y la Galería Joan Prats y Joan Prats Artegráfico de Barcelona; Constante del arte catalán actual en el Museo Rufino Tamayo de la Ciudad de México
- 1992: las exposiciones individuales en la Galería Antonio Machón de Madrid, la Galería Dr. Shenk de Zúrich, la Galería Lluís Heras de Palagrugell, la Galería Punto de Valencia; la Participación en la EXPO de Sevilla y INTERART 92 con las galerías Francesc Mestre Art y Art-sud de Valencia; Después de Miró. Arte catalán actual en Ke Kiewe Kerk de Ámsterdam
- 1993: la exposición individual Homenaje a Joan Miró en el Banco Zaragozano, el Palacio de los Reyes de Navarra, Cartoixa de Valldemosa de Mallorca, la Galería Arcadi Calzada de Olot, el Museo de Bellas Artes de Bilbao, la Galería Lina Davidov de París y el Centro Cultural de Arte Contemporáneo Palaires de Palma de Mallorca
- 1994: Vilassar de Mar a Miró en el Museo Monjo de Vilassar de Mar; las exposiciones individuales en la Galería Joan Prats de Nueva York, la Galería Arret sur l´Image de Burdeos, el Colegio Oficial de Arquitectos de Canaria de Santa Cruz de Tenerife y la Galería CEGRAC en la Coruña; La Mar en la Sala Pelaires y el Centro Cultural de Arte Contemporáneo Pelaries de Palma de Mallorca; Arte y Naturaleza en la Sala Robayera del Ayuntamiento de Miengo de Cantabria
- 1995: las exposiciones individuales en la Casa de Polo de Vila-Real, la Galería Sltxerri de San Sebastián; Variaciones sobre un tema de Papini en la Galería Rosalía Sender de Valencia; La Mar en la Sala Lluís Heras de Palafrugell; 《Bujaraloz》 en la Fundación Privada Espai Guinovart de Agramunt; Fet al FAD en el Fomento de las Artes Decorativas de Barcelona; Mediterráneo 4 sentitos. Guinovart y el Mediterráneo en el Ayutanmiento de Barcelona
- 1996: las exposiciones individuales en la Galería Palma XII en Villafranca del Panadés y la Galería de Lina Davidov de París, Bonlieu Scène Nationale de Annecy; 27 proyectos de mirada en la Fundación Privada Espai Guinovart de Agramunt; Padreres de marès en el Centro Cultura Sa Nostra de Palma de Mallorca
- 1997: Arte gráfico español contemporáneo en la Colección Escolar. El informalismo, abstracción, lírica en el Museo Pablo Serrano de Zaragoza, Barcelona-Madrid 1898-1998. Sintonías y distancias  en el Centro de Cultura Contemporánea de Barcelona; las exposiciones individuales en la Galería Magda de Lázaro de Santa Cruz de Tenerife, la Galería Rosalía Sender de Valencia, la Galería Antonio Machón de Madrid; Guinovart, Variaciones, volumen, materia en el Palacio de la Virreina de Barcelona; Guinovart, variacions en Cartoixa de Valldemosa de Mallorca y el Centro Cultural de Cinco Duques de Madrid; Constantes de la tierra en Verdú; 《27 proyectos de mirada》en el Museo Comarcal de Urgel;《Obras del fondo de la Fundación Privada Espai Guinovart》en Servicios Territoriales del Departamento de Cultura de Lérida;《el oficio que me gusta》en Pueblo Español de Barcelona
- 1998: la exposición individual《A Lorca》en el Centro Jojol de Can Negre de San Juan Despí, la Torre Viejan en el Centro Cultural de Salou, el Centro Cultural Estación de Castelldefels, Casal de Cultura Can Ricart de San Felíu de Llobregat, 《Nàufrags》en el Templo Romano de Vich;《Variations》en el Musèes de Châteauroux de Les Cordeliers de Châteauroux, A Federico García Lorca en la Galería Lina Davidov de París y la Fundación Privada Espai Guinovart de Agramunt; Tiempo y espacio en la Biblioteca Pública de Lérida; Lorca a Can Xerracan en Can Xerracan de Montornés del Vallés; 《Guinovart 1978-1998》en la Galería Manuel Ojeda de las Palmas de Gran Canaria; Guinovart a Lorca en el Palacio de Madraza de la Universidad de Granada y en el Museo Enric Monjo de Vilassar de Mar; exposiciones colectivas La isla de los ratones. Poesía española del medio siglo en el Centro Cultural Caja Cantabria de Santander, Dau al Set. El foc s´escampa en el Centro de Arte Santa Mónica de Barcelona
- 1999: la Participación de ARCO con la Galería Antonio Machón y Sala Pelaires; las exposiciones individuales en la Galería Vincent de Zaragoza, la Galería Rosalía Sender de Valencia, la Galería Nova Tres de Sabadell, la Sala Àgora del Ayuntamiento de Cambrils, la Sala de exposiciones del taller de Gravedad Tinta Invisible de Barcelona, la Galería Lourdes Carcedo de Burgos, la Sala de exposiciones del Ayuntamiento de Alcañiz, la Galería Colón de Bilbao, Ca N´Apollònia del Centro Cultural Can Sarrió de Mallorca; 《Guinovart Gravants》en la Galería Josep Gich de Palafrugell; 《Constantes》de Castillo de Valderrobres de Teruel; El nuevo milenio y la nueva calavera》en la Fundación Privada Espai Guinovart
- 2000: El toro y el Mediterráneo en el Centro de Cultura Sa Nostra de Palma de Mallorca; Variaciones sobre el mar de Castedefels en Maison de la Catalogne de París y en el Centro Cultural Estación de Castefels; A Kavafis en la Galería Lina Davidov de París; Sobre las decapitaciones de Pere IV en la Fundación Privada Espai Guinovart, 6 Poemas Galegos. Federico García Lorca》en la Galería Sargadelos de Barcelona; El mar, Instalación y Pintura en el interior de la Torre Riba Roges en Villanueva y Geltrú; Guinovart en el Galería El Carme de Vich; Josep Guinovart en Art Pùblic de Cornellá de LLobregat
- 2001: Antes de Miró, después de Dalí. La arte catalana del siglo XXen el Museo Arqueológico Regional de Aosta de Cáceres, El toro y el Mediterráneo en el Centro Cultural Caja Duero de Salamanca; las exposiciones individuales en la Galería Rosalía Sender de Valencia, la Sala de exposiciones del Castillo de Cornellá, la Galería Arcadi Calzada de Olot, la Galería Palma XII de Villafranca del Panadés; El Laberint de Guinovart en Sa Nostra de Salamanca; Guinovart a Sant Pol en el Museo de Pintura de San Pol de Mar
- 2002: Otras Meninas en la Fundación Telefónica de Madrid, 《Grabado: la huella del artista, Colección de obra gráfica de la Fundación de la Caixa》en la Sala de exposiciones del Auditórium Sa Màniga de Cala Millor de Mallorca; exposiciones individuales Guinovart. Obras de 1948 a 2002 en la Fundación Caixa Catalunya de Barcelona; Guinovart. Girarte en el Centro Cultural la Asunción de Albacete, la Casa Cultura de Almansa, el Centro Cultural de Ibi, la Sala Municipal de exposiciones de Requena, la Casa de Cultura de Alzira; Guinovart. Obra reciente en la Galería Antonio Machón de Madrid; Grabados originales en la Galería Opera de Sitges; Memoria del azul en Can Palauet y Museo de Mataró y el Museo de Arte Jaume Morera de Lérida; Cosas de la tierra en Pelaire Centro Cultural Contemporáneo de Palma de Mallorca
- 2003: la exposición individual Memoria del azul en el Museo de Arte Moderno de Tarragona, el Museo de Arte de Sabadell, la Sala de exposiciones de la biblioteca Josep Soler Vidal de Gavá, la Biblioteca Museo Víctor Balaguer de Villanueva y Geltrú; El artista en la calle. Reconocimiento a la trayectoria de Josep Guinovart》en Can Feliu del Cantò, B´Art de Ateneu y sus de ¨la Caixa¨ de Sardañola del Vallés; El pantágono: traición a la geometría en la Fundación Privada Espai Guinovart de Agramunt;《Del azul y de la tierra en la Galería Trece de Ventallò; Guinovart》en la Galería Altxerri de San Sebastían; El pantágono: traición a la geometría en el Palacio Muntcada de Fraga; Guinovart 1986-2003 en la Sala de cultura García Castañón de la Fundación Caja Navarra de Pamplona; Razón de rastrojo. Josep Guinovart 1993-2003 del Museo de Arte Jaume Morera de Lérida
- 2004: Memoria del azul en la Sala Muncunill de Tarrasa, la Sala de exposiciones Centro Cultural de Ripollet, Celler de Can Ginestar de Sant Just Desvern, el Museo de Badalona, Sala de exposiciones de Antigua Estación de Rubí, la Sala de arte Massallera de San Baudilio de Llobregat, la Sala de exposiciones de San Felíu de Llobregat y la Sala de exposiciones de Castellbisbal; Guinovart Espacio y Territorios 1951-2003 en el Edificio Miramar de Sitges; Guinovart en la Galería El Carme de Vich y la Galería Art-gràfic de Barcelona; Guinovart ¡Ojo! Recién Pintado》en la Galería Rosalía Sender de Valencia; 《Colección de la Fundación. Primera Pequeña Antología de Tres y el Blat y el Blat y 1948-2004: Germinación de la Utopía, con motivo del décimo aniversario de la Fundación Privada Guinovart en Agramunt; Guinovart en el Museo Danubiana de Bratislava, Artnau Espai de Arte de Gerona, la Galería Antonio Machón de Madrid, la Sala de actos de Hospital Universitario Arnau de Vilanova de Lérida
- 2005: Memoria del azul en la Granja del Espacio Cultural de Santa Perpetua de Moguda, Rectoría vieja de San Celoni, Sala dels Trinitaris de Villafranca del Panadés, el Centro Cultural El Casino de Manresa, el Centro Cultural Can Sisteré de Santa Coloma de Gramanet, el Museo del Arte de la Piel de Vich; 《Guinovart》 en Sede de la Unión de Pintores de Bulgaria de Sofía, el Museo de la Ciudad de Breslavia de Polonia; Guinovart en Barradas. Nómada, utópico Vallada rompiendo barrajes en el Museo de Historia de Hospital y Centro Cultural Barradas de Hopitalet de Llobregat;Guinovart. Obras de 2000 a 2005》en el Centro Cultural de Caixa de Gerona, Fontana d´Or, la Fundación Caixa de Girona, la Sala de exposiciones CAM, la Caja de Ahorros del Mediterráneo de Murcia y Palma de Mallorca
- 2006: Memoria del azul en el Museo de Marítima, Sala de las grandes naves de Barcelona; 《Guinovart. Obras de 2000 a 2005》en la Sala de exposiciones CAM, Caja de Ahorros del Mediterráneo de Alicante y Valencia; la exposición individual en la Galería El Carme de Vich; Guinovart, 2006 en la Galería Cyprus de San Felíu de Boada
- 2007: las exposiciones individuales Guinovart en la Galería Joan Prats-Artgràfic de Barcelona y Guinovart Cartells d´un temps en el Museo de Historia de Cataluña de Barcelona